# Maurice Bayenet
Pour les articles homonymes, voir Pierre Bayenet.
Maurice Bayenet (Thy-le-Château, le 20 novembre 1946) est un homme politique belge et un militant wallon membre du Parti socialiste, dont il fut vice-président de 1999 à 2009.

## Biographie
Diplômé des brevets de directeur d'école et d'inspecteur, Maurice Bayenet est instituteur. 
Militant de gauche dès sa jeunesse, Maurice Bayenet devient rapidement un membre incontournable de la vie politique communale de Dinant comme conseiller communal et comme échevin. En 1988 et 1995, il exercera respectivement les mandats de sénateur puis de député wallon, qui le propulsent sur la scène nationale. 
Régionaliste convaincu, son tempérament fédérateur, passionné et précis dans ses dossiers lui permettent de devenir chef  du groupe PS au Parlement wallon, une fonction où il va exceller jusqu'à sa fin de carrière en 2009. 
Sous son impulsion, le groupe parlementaire wallon va se doter d'une identité forte et remplir le rôle de relais entre le Gouvernement et les citoyens par le biais d'une analyse politique objective et d'une communication médiatique efficace. 
À partir de 2002, Maurice Bayenet joue un rôle de premier plan dans le déploiement du Contrat d'avenir pour la Wallonie auprès de la plupart des acteurs socio-économiques régionaux. 
En avril 2006, il dépose au Parlement wallon une proposition de décret spécial instituant une Constitution wallonne, avec cinq autres députés wallons PS, dont José Happart et Jean-Claude Van Cauwenberghe. 
À l'échelon local, on retiendra deux réalisations d'envergure : la Maison de la Pataphonie, un musée pédagogique consacré à la musique, et Territoires de mémoire de Dinant, un organisme de sensibilisation à la citoyenneté. 
En 2009, Maurice Bayenet transmet sa fonction de chef de groupe à Isabelle Simonis.  

## Matières de prédilection
- Fort d'une expérience personnelle comme directeur d'école, Maurice Bayenet nourrit un intérêt particulier pour les matières liées à l'enseignement. Il participe notamment au dossier complexe des transports scolaires au sein du Parlement de la Communauté française de Belgique
- En tant que Président des TEC de l'arrondissement de Dinant-Philippeville, Bayenet est également expert dans les compétences de la Mobilité et des transports. On lui doit plusieurs initiatives rationnelles comme le Proxibus et le Tel-Bus, des transports en commun à la demande spécialement adaptés en milieu rural.
- Maurice Bayenet est également connu pour son combat contre l'extrême droite et contre la barbarie. Il mène de nombreuses initiatives pédagogiques pour sensibiliser les jeunes à la citoyenneté, notamment Territoires de mémoire en partenariat avec la Maison de la Laïcité de Dinant et l'organisation d'excursions commémoratives  de groupes d'étudiants dans les camps d'extermination.¹

## Carrière politique
- conseiller communal de Dinant (1977-2006)
  - premier échevin (Affaires économiques et Aménagement du Territoire) (1989-2000)
- sénateur coopté (1988-1994)
- sénateur (1995)
  - membre du Parlement wallon
- député wallon (1995-2009)
  - chef de groupe PS au PW (1995-2009)

## Collaborateurs
- Thierry Jadin : secrétaire politique
- Laurent Belot : attaché de presse

## Sources externes
- Territoires de mémoire de Dinant
- http://www.lalibre.be/actu/belgique/article/228479/la-memoire-renforce-la-democratie.html
- article relatif aux Tel Bus